# Мецовоне
Мецовоне або Метсовоне (грец. Μετσοβόνε) — традиційний грецький сир.
Мецовоне — напівтвердий копчений сир, родини паста-філата, який первісно почав вироблятись у регіоні Мецово в Епірі, звідки походить назва сиру.
Мецовоне вважається сиром відмінної якості. Виготовляється із коров'ячого молока, іноді з суміші з додаванням малої кількості овечого або козячого молока.
Сир Мецовоне має статус PDO.